# 도카이·도난카이·난카이 지진
도카이·도난카이·난카이 지진(일본어: 東海・東南海・南海地震 도카이·도난카이·난카이지신[*])은 난카이 해곡 일대에서 도카이 지진, 도난카이 지진, 난카이 지진이 동시에 발생한다는 가정하에 예상되는 연동형 대지진이다. 3연동지진(三連動地震)이라고도 한다.
스루가만에서 규슈에 걸친 태평양 연안에는 필리핀 해 판과 유라시아 판의 수렴 경계인 난카이 해곡이 길게 뻗쳐 있다. 이 해곡은 100년-150년 간격으로 주기적인 대지진(난카이 해곡 거대지진)을 반복한다고 생각된다. 도카이, 도난카이, 난카이 지진들은 모두 이 주기적 고유지진인데, 도카이 지진은 스루가만, 도난카이 지진은 엔슈나다 및 구마노나다, 난카이 지진은 기이 수도 및 도사만을 각각 진원으로 가정되어 있다. 이 세 지진의 발생시기가 겹쳐서 동시에 발생할 경우가 도카이·도난카이·난카이 지진 3연동지진으로 상정되는 것이다.
역사적 사례를 살펴볼 때, 비교적 사료가 갖추어져 있는 호에이, 안세이, 쇼와 시대의 5개 지진을 모델로 각 진원지역이 단독 또는 동시발생하는 경우를 추정하고 있다.
- 과거 5대 지진의 진원지 (종래 견해)

1. 1707년 10월 28일 (호에이 4년 음력 10월 4일) 호에이 지진（도카이 도난카이 난카이 연동） M8.6
2. 1854년 12월 23일 (안세이 7년 음력 11월 4일) 안세이 도카이 지진（도카이 도난카이 연동） M8.4
3. 1854년 12월 24일 (안세이 7년 음력 11월 5일) 안세이 난카이 지진（난카이 지진） M8.4
4. 1944년(쇼와 19년) 12월 7일 쇼와 도난카이 지진 （도난카이 지진） M7.9
5. 1946년(쇼와 21년) 12월 21일 쇼와 난카이 지진 （난카이 지진） M8.0

1707년의 호에이 지진은 3연동지진으로 간주되고 있다. 대규모 지진해일 퇴적물이 발견된 684년의 하쿠코 난카이 지진과 1361년(쇼헤이 16년)의 쇼헤이 지진도 호에이형 연동지진일 가능성이 있다고 여겨지고, 기록상 887년(닌나 3년)의 닌나 지진도 가능성이 높다고 여겨져 왔다. 1605년(게이초 9년)의 게이초 지진도 지진해일의 파원 영역이 도카이에서 난카이에 이른다고 하는데, 이 지진은 보소 난바다 지진도 연동했다는 설도 있고, 도카이도 훨씬 앞바다가 진원이라는 설, 아예 난카이 해곡 관련 지진이 아니라는 설까지 다양한 설이 있다.
그러나 닌나 지진은 시즈오카 현의 유적에서 발견된 9세기 후반 무렵의 지진해일 퇴적물의 규모가 작기 때문에 3연동지진 가능성은 낮다고 여겨진다. 또 닌나 지진에 상당하는 지진해일 퇴적물은 난카이 쪽에서는 발견되지 않았고 쇼헤이 지진에 상당하는 지진해일 퇴적물도 도카이 쪽에서는 발견되지 않았다.
후속연구를 통해 지진이 일어날 때마다 진원지가 변화한다는 인식 하에 기존의 도카이-도난카이-난카이의 테두리에 사로잡히지 않은 견해들이 나오게 되었다. 예컨대 같은 난카이 지진이라도 안세이 난카이 지진은 난카이도 앞바다 전역이 진원지였던 반면, 쇼와 난카이 지진은 동쪽 4분의 3만 진원지였다고 추정된다. 한편 도쿄 대학 지진연구소의 세노 데쓰조는 2011년 현재의 3지진 분류를 바꿀 필요성을 제기하며, 난카이 해곡의 동쪽 진원지(도난카이와 도카이)와 연동하여 시즈오카현 부근까지 단층파괴가 진행되는 "안세이형", 그 진원지와 연동하지 않고 시즈오카까지는 단층파괴가 일어나지 않는 "호에이형"의 2종으로 분류할 수 있다는 설을 제기하고 있다. 세노 데쓰조는 2013년에는 난카이 트로프를 따라 일어난 역사지진 중 3연동지진이라는 증거가 확실한 지진은 없다고까지 주장했다.

## 같이 보기
- 난카이 해곡 거대지진